# Omodeomeer
Het Omodeomeer (Italiaans: Lago Omodeo, Sardijns: Lagu Omodeu) is een stuwmeer in de Italiaanse provincie Oristano, centraal op het eiland Sardinië. Het meer ligt op ongeveer 118 meter hoogte in de bedding van de Tirso.
Het stuwmeer en zijn dam, ontworpen door de ingenieur Angelo Omodeo, werd aangelegd tussen 1918 en 1924. De werken voor de bouw ervan maakten deel uit van een groter project, dat ook de ontginning van de vlakte van Oristano omvatte. 16.000 arbeiders waren in dienst voor het project. De oprichting van het kunstmatige bassin leidde ook tot de onderdompeling van enkele archeologische vindplaatsen (nuraghi, reuzengraven en de pre-Nuraghe nederzetting Serra Linta) en het kleine dorpje Zuri, dat werd herbouwd op een heuvel niet ver van het vullende stuwmeer. De oude kerk van het dorp, de Chiesa di San Pietro gewijd aan de apostel Petrus, werd ook ontmanteld, hardsteen voor hardsteen, en herbouwd stroomopwaarts, in zijn huidige positie. De leidende architect, Omodeo was als ingenieur ook al betrokken geweest bij de bouw van en werken aan de Aswandam in de Nijl. 
De dam, gelegen in de gemeente Ulà Tirso, werd ingehuldigd op 28 april 1924 in aanwezigheid van de Italiaanse koning Victor Emanuel III. In 1924 was het stuwmeer het grootste stuwmeer, en de dam de hoogste stuwdam van Europa. Het stuwmeer kreeg de naam van de architect-ingenieur. De dam kreeg de naam van Santa Chiara-dam.  
Tijdens de Tweede Wereldoorlog op 2 februari 1941 werd de dam met torpedo's aangevallen door vliegtuigen van het Britse vliegdekschip HMS Ark Royal.
Tegen het einde van de jaren 1960, tijdens periodieke controles, werden kritieke stabiliteitsproblemen van de dam vastgesteld bij de steunberen. De capaciteit van het reservoir diende men te verminderen tot 162 miljoen kubieke meter, een verlies van meer dan 50% van de oorspronkelijke capaciteit, en op dat moment met een tekort van 23 miljoen kubieke meter in vergelijking met de gemiddelde irrigatiebehoeften op dat moment. Een nieuwe oplossing werd urgent, zeker met de groeiende vraag naar water van zowel de agrarische als de industriële sector. Op het grondgebied van de gemeente Busachi werd een nieuwe dam gebouwd, een paar kilometer stroomafwaarts van de Santa Chiara-dam. Deze keuze leverde een capaciteit van bijna 800 miljoen kubieke meter waarmee de groeiende behoefte kon gegarandeerd worden. 
De nieuwe dam werd in 1978 ontworpen, en gebouwd tussen 1982 en 1996. Op 23 januari 1997 werd de imposante nieuwe dam met een dammuur  van 592 meter lengte en 120 meter breedte ingehuldigd, genoemd naar de Sardijnse middeleeuwse rechter Eleonora van Arborea, die het niveau van het meer met enkele meters verhoogde en de capaciteit verdubbelde. Bijgevolg werd de Santa Chiara-dam, na meer dan 70 jaar in bedrijf, buiten gebruik gesteld en ligt nu half ondergedompeld in het meer dat het had gecreëerd.
Het meer kreeg sinds 1997 een oppervlakte van 29,37 km², met een lengte van 20 km. De gemiddelde diepte is 12,13 meter, met een maximum van 56,55 meter. Ook tegenwoordig is het Omodeomeer het grootste kunstmatige stuwmeer op Sardinië. Het ligt op grondgebied van de gemeenten Aidomaggiore, Ardauli, Bidonì, Busachi, Ghilarza, Nughedu Santa Vittoria, Sedilo, Soddì, Sorradile, Tadasuni en Ula Tirso.

## Fauna en flora
De fauna wordt voornamelijk vertegenwoordigd door vogels, zowel sedentair als trekkend. De meest voorkomende soorten zijn de scharrelaar (Coracias garrulus), de griel (Burhinus oedicnemus), de slechtvalk (Falco peregrinus), de visarend (Pandion haliaetus) en de oeverloper (Actitis hypoleucos). Watervogels zijn onder meer de pijlstaart (Anas acuta), de tafeleend (Aythya ferina), de slobeend (Anas clypeata), de wintertaling (Anas crecca), de smient (Anas penelope), de meerkoet (Fulica atra), het waterhoen (Gallinula chloropus), de wilde eend (Anas platyrhynchos), krakeend (Anas strepera), grauwe gans (Anser anser), kleine zilverreiger (Egretta garzetta), grote zilverreiger (Egretta alba) en blauwe reiger (Ardea cinerea). De meest voorkomende amfibieën en reptielen zijn de Sardijnse schijftongkikker (Discoglossus sardus), de Europese bladvingergekko (Phyllodactylus europaeus), de Europese moerasschildpad (Emys orbicularis) en de Griekse landschildpad (Testudo hermanni). 
Onder de vissen is de aanwezigheid van een morfologisch identieke populatie Alosa agone uit de familie van de haringen, die de laatste honderd jaar verrassend genoeg is ontstaan uit van nature anadrome vissen die in het meer vastzaten door de afdamming van de Tirso, het vermelden waard.
Qua flora worden de oevers van het Omodeomeer voornamelijk gekenmerkt door beboste formaties van steeneik (Quercus ilex) en mediterraan struikgewas, die worden vervangen door donzige eiken (Quercus pubescens) in de koelere zones. Tot de oevervegetatie behoort ook witte abeel (Populus alba), kraakwilg (Salix fragilis), gladde iep (Ulmus minor), pluim-es (Fraxinus ornus), Afrikaanse en Franse tamarisk (Tamarix africana en Tamarix gallica) en laurier (Laurus nobilis).